# Estas são as armas
Estas são as armas es una película del año 1978.

## Sinopsis
Realizado por un colectivo de jóvenes del Instituto Nacional de Cine (INC) bajo la supervisión de Murilo Salles y Luís Bernardo Honwana, el documental Estas son las armas muestra imágenes de la invasión de la República Popular de Mozambique por tropas de Rodesia. 
En 1977, un equipo de rodaje sale de Maputo hacia la provincia de Tete para rodar un reportaje sobre los daños provocados por los bombardeos aéreos en zonas habitadas por campesinos.